# Let’s Go Crazy
«Let’s Go Crazy» — песня американского музыканта Принса и группы The Revolution. Третий сингл из шестого студийного альбома певца Purple Rain. Это вступительный трек альбома и художественного фильма «Пурпурный дождь». «Let’s Go Crazy» была одной из самых популярных песен Принса и являлась неотъемлемой частью его концертных выступлений. В качестве сингла песня стала вторым хитом Принса номер один в Billboard Hot 100, а также возглавила ещё два смежных чарта: Hot Black Singles и Dance Club Songs. Кроме этого она вошла в десятку лучших хитов Великобритании.
Считается, что эта песня, является призывом следовать христианской этике, а «De-elevator» в тексте является метафорой Дьявола. Расширенный Special Dance микс песни был исполнен в слегка отредактированной версии в фильме «Пурпурный дождь». Он содержит более длинную инструментальную часть в середине, которая включает в себя прерывистый гитарный рифф, атональное фортепианное соло и несколько сэмплов с отрывками фраз. Изначально эта версия должна была использоваться в альбоме, но после появления в треклисте «Take Me With U», её длину сократили до текущей.
После смерти Принса композиция снова попала в чарт синглов Billboard Hot 100 на 39-е место, а к 14 мая 2016 года поднялась на 25-е место. По состоянию на 30 апреля 2016 года в США было продано 964 403 цифровых копий.

## Структура композиции
Вступительная часть композиции открывается одиноким орга́ном, своим звучанием напоминающий мелодии на похоронах. На этом фоне певец произносит речь восхваляющую жизнь. После чего общий темп резко ускоряется, её основной ритм и характерный рисунок задаёт драм-машина Linn LM-1. В середине песне и её концовке присутствуют два технически сложных гитарных соло, исполненных самим Принцем. В первом соло он использовал полный арсенал своих любимых педалей Boss, включая BF-2 Flanger, а во втором, заключительном соло, артист работал с wah-wah педалью Dunlop Cry Baby. Профильные сайты отмечали его исполнительское мастерство и признавали их одними из самых бурных и запоминающихся соло в его творчестве, исполненных с большим чувством.

## Список композиций
| №  | Название         | Длительность |
| -- | ---------------- | ------------ |
| 1. | «Let’s Go Crazy» | 3:46         |

| №  | Название      | Длительность |
| -- | ------------- | ------------ |
| 2. | «Erotic City» | 3:53         |

## Участники записи
- Принс — музыка, текст, вокал, бэк-вокал, инструменты, аранжировка
- Венди Мелвойн[англ.] — гитара, вокал
- Лиза Коулман[англ.] — клавишные, вокал
- Мэтт Финк[англ.] — клавишные, вокал
- Браунмарк[англ.] — бас-гитара, вокал
- Бобби Зи — ударные

## Позиции в хит-парадах и сертификации
| Чарт (1984—1985)                             | Высшая позиция | Пребывание |
| -------------------------------------------- | -------------- | ---------- |
| Австралия (Kent Music Report)                | 10             | нет данных |
| Бельгия/Фландрия (Ultratop 50)               | 11             | 5 недель   |
| Великобритания (UK Albums Chart)             | 7              | 10 недель  |
| Канада (RPM Singles Chart)                   | 2              | 20 недель  |
| Нидерланды (Dutch Top 40)                    | 18             | 5 недель   |
| Нидерланды (Single Top 100)                  | 11             | 6 недель   |
| Новая Зеландия (Recorded Music NZ)           | 13             | 9 недель   |
| США (Billboard Hot 100)                      | 1              | 21 неделя  |
| США (Billboard Dance Club Songs)             | 1              | 20 недель  |
| США (Billboard Hot Black Singles)            | 1              | 19 недель  |
| США (Billboard Mainstream Rock)              | 19             | 11 недель  |
| Чарт (2016)                                  | Высшая позиция | Пребывание |
| США (Billboard Hot Rock & Alternative Songs) | 5              | 5 недель   |
| Франция (SNEP)                               | 50             | 1 неделя   |

| Чарт (1984)                                  | Позиция |
| -------------------------------------------- | ------- |
| США (Billboard Top Dance Singles)            | 7       |
| США (Billboard Top Pop Singles)              | 21      |
| Чарт (2016)                                  | Позиция |
| США (Billboard Hot Rock & Alternative Songs) | 37      |

| Регион                                                      | Сертификация | Продажи    |
| ----------------------------------------------------------- | ------------ | ---------- |
| США (RIAA) · продажи 1984 года                              | Золотой      | 1 000 000^ |
| США · цифровые продажи                                      | —            | 964 403    |
| ^ Данные о тиражах приведены только на основе сертификации. |              |            |